# Satarupa
Satarupa — род бабочек из семейства толстоголовок.

## Описание
Бабочки крупных размеров. Размах крыльев 50—70 мм. Крылья широкие, тёмно-бурого цвета, практически чёрного цвета. На передних крыльях белые пятна, образующие постдискальную перевязь. Задние крылья сверху со сплошной белой дискальной перевязью. Передние крылья самцов без костального заворота.

## Систематика
Род насчитывает около 7—8 видов, распространенных в Азии. На территории России обитает 1 вид (Satarupa nymphalis).
- Satarupa formosibia Strand, 1927
- Satarupa gopala Moore, 1866
- Satarupa monbeigi Oberthür, 1921
- Satarupa nymphalis (Speyer, 1879)
- Satarupa splendens Tytler, 1914
- Satarupa valentini Oberthür, 1921
- Satarupa zulla Tytler, 1915[2]